# Чемпионат Европы по дзюдо 2010

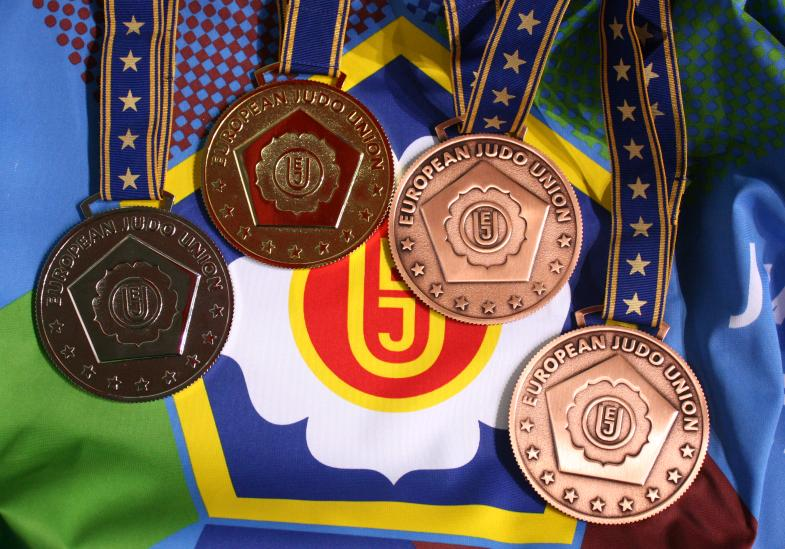
Награды чемпионата

Чемпионат Европы по дзюдо 2010 года прошёл с 22 по 25 апреля в Вене (Австрия). В состязаниях приняло участие 305 спортсменов (190 мужчин и 115 женщин), представлявших 35 национальных федераций.

## Медалисты

### Мужчины
| Весовая категория | Золото                                                                                               | Серебро                                                                           | Бронза                                                                                  |
| ----------------- | --- | --------------------------------------------------------------------------------- | --------------------------------------------------------------------------------------- |
| До 60 кг          | Софьян Милу (Франция)                                                                                | Людвиг Пайшер (Австрия)                                                           | Йерун Морен (Нидерланды) Элио Верде (Италия)                                            |
| До 66 кг          | Сугой Уриарте (Испания)                                                                              | Миклош Унгвари (Венгрия)                                                          | Рок Дракшич (Словения) Андреас Миттерфелльнер (Австрия)                                 |
| До 73 кг          | Жуан Пина (Португалия)                                                                               | Батрадз Кайтмазов (Россия)                                                        | Юго Легран (Франция) Аттила Унгвари (Венгрия)                                           |
| До 81 кг          | Сиражудин Магомедов (Россия)                                                                         | Александр Стешенко (Белоруссия)                                                   | Юэн Бёртон (Великобритания) Гийом Элмонт (Нидерланды)                                   |
| До 90 кг          | Маркус Нюман (Швеция)                                                                                | Варлам Липартелиани (Грузия)                                                      | Илиас Илиадис (Греция) Эльхан Мамедов (Азербайджан)                                     |
| До 100 кг         | Элко ван дер Гест (Бельгия)                                                                          | Хенк Грол (Нидерланды)                                                            | Беньямин Берла (Германия) Ариель Зееви (Израиль)                                        |
| Свыше 100 кг      | Игорь Макаров (Белоруссия)                                                                           | Барна Бор (Венгрия)                                                               | Януш Войнарович (Польша) Андреас Тёльцер (Германия)                                     |
| Команды           | Грузия · Давид Асумбани · Заза Кеделашвили · Леван Циклаури · Варлам Липартелиани · Лаша Гуджеджиани | Франция · Софьян Милу · Лоик Корваль · Антуан Жеаннин · Ромен Бюффе · Тедди Ринер | Россия · Алим Гаданов · Мансур Исаев · Иван Нифонтов · Кирилл Денисов · Дмитрий Стерхов |
| Команды           | Грузия · Давид Асумбани · Заза Кеделашвили · Леван Циклаури · Варлам Липартелиани · Лаша Гуджеджиани | Франция · Софьян Милу · Лоик Корваль · Антуан Жеаннин · Ромен Бюффе · Тедди Ринер | Румыния · Дан Фышие · Костел Данкуля · Мариан Халас · Валентин Раду · Даньел Брата      |

### Женщины
| Весовая категория | Золото                                                                                              | Серебро                                                                                           | Бронза                                                                                            |
| ----------------- | --------------------------------------------------------------------------------------------------- | ------------------------------------------------------------------------------------------------- | ------------------------------------------------------------------------------------------------- |
| До 48 кг          | Алина Думитру (Румыния)                                                                             | Эва Черновицки (Венгрия)                                                                          | Оияна Бланко (Испания) Шарлин ван Сник (Бельгия)                                                  |
| До 52 кг          | Наталья Кузютина (Россия)                                                                           | Розальба Форчинити (Италия)                                                                       | Пенелопе Бонна (Франция) Ильзе Хейлен (Бельгия)                                                   |
| До 57 кг          | Корина Кэприориу (Румыния)                                                                          | Сабрина Фильцмозер (Австрия)                                                                      | Хедвиг Каракаш (Венгрия) Телма Монтейру (Португалия)                                              |
| До 63 кг          | Элизабет Виллебордсе (Нидерланды)                                                                   | Эдвидже Гвенд (Италия)                                                                            | Влора Бедзети (Словения) Вера Коваль (Россия)                                                     |
| До 70 кг          | Анетт Месарош (Венгрия)                                                                             | Раша Срака (Словения)                                                                             | Сесилия Бланко (Испания) Жулиан Робра (Швейцария)                                                 |
| До 78 кг          | Абигель Йоо (Венгрия)                                                                               | Мархинде Веркерк (Нидерланды)                                                                     | Люси Луэ (Франция) Марина Прищепа (Украина)                                                       |
| Свыше 78 кг       | Луция Полавдер (Словения)                                                                           | Теа Донгузашвили (Россия)                                                                         | Карина Брайант (Великобритания) Урсула Садковская (Польша)                                        |
| Команды           | Италия · Росальба Форчинити · Джулия Квинтавалле · Эдвидже Гвенд · Эрика Барбиери · Ассунта Галеоне | Польша · Марта Кубань · Малгожата Белак · Моника Хроселевская · Катажина Клыс · Урсула Садковская | Франция · Пенелопе Бонна · Морган Рибу · Жевриз Эман · Милен Шолле · Люси Луэ                     |
| Команды           | Италия · Росальба Форчинити · Джулия Квинтавалле · Эдвидже Гвенд · Эрика Барбиери · Ассунта Галеоне | Польша · Марта Кубань · Малгожата Белак · Моника Хроселевская · Катажина Клыс · Урсула Садковская | Украина · Татьяна Лусникова · Анна Никитина · Светлана Чепурина · Наталья Смаль · Светлана Ярёмка |

## Общий медальный зачёт
| Место | Страна         | Золото | Серебро | Бронза | Всего |
| ----- | -------------- | ------ | ------- | ------ | ----- |
| 1     | Венгрия        | 2      | 3       | 2      | 7     |
| 2     | Россия         | 2      | 2       | 1      | 5     |
| 3     | Румыния        | 2      | 0       | 1      | 3     |
| 4     | Нидерланды     | 1      | 2       | 2      | 5     |
| 5     | Италия         | 1      | 2       | 1      | 4     |
| 6     | Франция        | 1      | 1       | 4      | 6     |
| 7     | Словения       | 1      | 1       | 2      | 4     |
| 8     | Беларусь       | 1      | 1       | 0      | 2     |
| 8     | Грузия         | 1      | 1       | 0      | 2     |
| 9     | Бельгия        | 1      | 0       | 2      | 3     |
| 9     | Испания        | 1      | 0       | 2      | 3     |
| 10    | Португалия     | 1      | 0       | 1      | 2     |
| 11    | Швеция         | 1      | 0       | 0      | 1     |
| 12    | Австрия        | 0      | 2       | 1      | 3     |
| 13    | Польша         | 0      | 1       | 2      | 3     |
| 14    | Великобритания | 0      | 0       | 2      | 2     |
| 14    | Германия       | 0      | 0       | 2      | 2     |
| 15    | Украина        | 0      | 0       | 2      | 2     |
| 16    | Азербайджан    | 0      | 0       | 1      | 1     |
| 16    | Греция         | 0      | 0       | 1      | 1     |
| 16    | Израиль        | 0      | 0       | 1      | 1     |
| 16    | Швейцария      | 0      | 0       | 1      | 1     |
|       | Всего          | 16     | 16      | 32     | 64    |